# Kontinentális filozófia
A kontinentális filozófia egy olyan filozófiai irányzat, mely elsősorban az angol nyelvű filozófusok körében alakult ki, hogy leírja a 19. századi és 20. századi Európában alkotó filozófusok főbb eszmei tradícióit. Gyakran az analitikus filozófia ellenében használjuk. A kontinentális filozófia több meghatározó filozófiai elemet tartalmaz, úgymint német idealizmus, fenomenológia, egzisztencializmus (és kapcsolódó tárgykörei), hermeneutika, strukturalizmus, posztstrukturalizmus, francia feminizmus, illetőleg a Frankfurti iskola kritikai elméletei, és a nyugati marxizmus egyes elemei.
Nehéz megadni olyan nemtriviális tulajdonságokat, melyek az összes fent említett eszmében szerepet játszanak. A kontinentális filozófia kifejezés (hasonlóan az analitikus filozófia kifejezéshez) híján van az egzakt definíciónak, így átfogó hasonlóságot ír le teljesen különböző irányzatok között. Többen állítják, a kifejezés inkább pejoratív, mint deskriptív, összegyűjtve az analitikus filozófia által elvetett gondolatok sokaságát. Mi több, néhányan kijelentették, a mindennapok problémái a kontinentális filozófia tartozékai.

## Fordítás
Ez a szócikk részben vagy egészben  a   Continental philosophy című angol Wikipédia-szócikk fordításán alapul.  Az eredeti cikk szerkesztőit annak laptörténete sorolja fel. Ez a jelzés csupán a megfogalmazás eredetét és a szerzői jogokat jelzi, nem szolgál a cikkben szereplő információk forrásmegjelöléseként.